# Infantería ligera

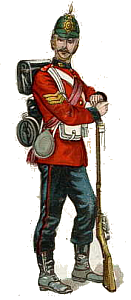
Sargento británico con uniforme de campaña (1898).

La infantería ligera es un tipo de infantería especializada para la incursión en profundidad dentro del territorio enemigo, equipada con medios ligeros (transporte blindado de personal, artillería ligera...) y gran movilidad para exploración y asalto de objetivos «complicados», teniendo por lo general la consideración de unidades de élite. Los nombres con los que se conoce este tipo de infantería son generalmente de tipo Rangers, en los ejércitos anglosajones, cazadores, en España y en América Latina y chasseurs o Jägers en el Ejército francés y en el Ejército alemán, respectivamente. A este tipo de unidades pertenecen los Rangers estadounidenses, los Regulares, la Legión española, los Cazadores de montaña, la Brigada Canarias, la BRIPAC y la BRILAT españolas; la Legión extranjera francesa; etc. Estas unidades suelen actuar a nivel de regimiento o compañías, sin formar normalmente divisiones completas como la infantería convencional.

## Historia de la infantería ligera

### Antigüedad
El concepto de la infantería ligera ya estaba presente en las civilizaciones de la Antigüedad clásica. Tropas tales como los peltastas griegos o los vélites romanos encajan a la perfección en la denominación de infantería ligera, no tanto por la ligereza de su equipamiento (que se fue haciendo cada vez más pesado con el tiempo en el caso de los peltastas), como por su forma de combatir (en orden abierto o dispersados) y por sus misiones.

### Edad Moderna
Los ejércitos solían recurrir a las tropas irregulares para las tareas de infantería ligera. Más tarde, en el siglo XVII, los dragones asumieron el papel de infantería ligera.
En los siglos XVIII y XIX la mayoría de los batallones de infantería contaban con una compañía ligera. Estaba compuesta por soldados generalmente más pequeños y ágiles, hombres con iniciativa, puesto que solían tener que combatir en pequeños grupos. También se les solía elegir por su puntería para actuar como tiradores.
A algunas de estas unidades se les proporcionaban fusiles en vez de mosquetes y vestían uniformes verdes. Eran los llamados regimientos de fusileros en el ejército británico, o Jäger en las tropas alemanas. En la Francia napoleónica recibían el nombre de voltigeurs.
Ejércitos como el británico o el francés usaban regimientos enteros de infantería ligera, a veces considerados unidades de élite debido a la mayor disciplina y entrenamiento requeridos.
A medida que avanzaba el siglo XIX, las diferencias entre infantería ligera y pesada se fueron difuminando.